# International Gran Prix (película)
International Gran Prix es una película muda italiana de 1924 dirigida por Amleto Palermi, en la que intervino el actor español Bonaventura Ibáñez.

## Reparto
- Diomira Jacobini como Miss Margaret Swaiss.
- Tullio Carminati como Max Londo.
- Franz Sala como Gordon.
- Bonaventura Ibáñez como Mister Swaiss.

## Argumento
La película cuenta la competencia entre dos grandes marcas de automóviles. La hija del dueño de una de ellas está enamorada del piloto competidor, que no le corresponde y se prepara para ganar el premio por medios no siempre legítimos. Así, con varias estafas priva al padre de la joven de todos sus mejores pilotos. Es entonces cuando Margaret, la protagonista, decide pilotar el automóvil del padre y, después de una emocionante carrera, obtiene el triunfo no sólo sobre los otros competidores, sino también sobre la maldad de su amado.